# TOKIO LIVE TOUR 2002 5 AHEAD in 日本武道館
『TOKIO LIVE TOUR 2002 5 AHEAD in 日本武道館』（トキオ・ライブ・ツアー 2002 ゴー・アヘッド・イン・にっぽんぶどうかん）は、TOKIOのライブビデオである。2002年8月7日にユニバーサルミュージックよりDVDとVHSが同時に発売された。

## 解説
ライブビデオとしては「TOKIO 1999 LIVE IN 日本武道館 〜君を想うとき〜」から約3年ぶりに発売された。
2002年2月2日から3月31日に行われたTOKIOのライブツアー「TOKIO LIVE TOUR 2002 〜5 AHEAD〜」のうち、3月29日の日本武道館での会場の設営から3月30日と3月31日の公演の模様を収録している。ライブパフォーマンスのほか、オープニングムービーやメイキング映像がDVDとVHS共通で収録されており、DVDには特典映像としてメンバー各4曲ずつ、計20曲のマルチアングルが収録されている。
ジャニーズJr.内のダンスユニットMusical Academyの町田慎吾、米花剛史、屋良朝幸、秋山純がバックダンサー及びヴォーカルとして参加していた。

## 収録曲

### DVD・VHS共通
1. OPENING MOVIE
2. 5 AHEAD
武道館公演の会場準備からライブ前までのメイキング映像。
3. LIVE
  1. HEY! Mr.SAMPLING MAN
  2. DR
  3. うわさのキッス
本来は山口のソロパートである部分も長瀬が歌っている。
  4. どいつもこいつも
Musical Academyによる単独歌唱パートが存在する。
  5. 花唄
  6. あたってくだけろ!
1番をカットして演奏されている。
  7. Baby blue
山口のソロ曲。
  8. Sugarless LOVE
松岡のソロ曲。TOKIOによる演奏はない。
  9. ひとりぼっちのハブラシ
アルバム『5 AHEAD』のアコースティック・バージョンで演奏されており、演奏は国分のピアノのみである。
  10. COME ON
  11. メッセージ
  12. Only One Song
CDとは歌い分けが異なり長瀬と国分とMusical Academyの4人にのみソロパートが存在する。また、松岡以外のメンバーはダンスを披露している。
  13. T2
  14. カンパイ!!
ベリーロック・バージョンで演奏されている。
  15. Symphonic
演奏終了後、カットされたアコースティックコーナーやメンバー全員のダンスなどがダイジェストで流れる。
  16. 36°C
アンコール曲。TOKIOによる演奏はなく、全員で歌っている。
  17. JUMBO
Wアンコール曲。ツアー最終日のみ演奏された。
4. BACK STAGE
メイキング映像。

### DVD特典映像
1. SPECIAL ANGLE & MULTI ANGLE
本編に収録されているものとは異なるアングルからの映像が収録されている。
  1. DR
城島と松岡の全2パターン収録。
  2. どいつもこいつも
長瀬のみの1パターン収録。
  3. 花唄
長瀬のみの1パターン収録。
  4. Sugarless LOVE
松岡のみの1パターン収録。
  5. ひとりぼっちのハブラシ
国分のみの1パターン収録。
  6. メッセージ
山口のみの1パターン収録。
  7. T2
城島と山口と国分の全3パターン収録。
  8. カンパイ!!
城島と山口と松岡の全3パターン収録。
  9. Symphonic
マルチアングルであり全6パターン収録。
  10. 36°C
国分と長瀬の全2パターン収録。